# Thomson TO 8
Thomson TO 8 - TO 8D (TO 8 - TO 8D) је био кућни рачунар фирме Томсон (Thomson) који је почео да се производи у Француској од 1986. године.
Користио је Motorola 6809e као микропроцесор. РАМ меморија рачунара је имала капацитет од 256 kb (до 512 kb). 

## Детаљни подаци
Детаљнији подаци о рачунару TO 8 - TO 8D су дати у табели испод.
|                       |                                                                                |
| [ 1 ]                 |                                                                                |
| Произвођач            | Томсон                                                                         |
| Тип                   | кућни рачунар                                                                  |
| Меморија              | 256 (до 512 )                                                                  |
| Поријекло             | Француска                                                                      |
| Година                | 1986                                                                           |
| Тастатура             | AZERTY тастатура са пуним помаком тастера, мала и велика слова, 81 тастер      |
| Процесор              |                                                                                |
| Фреквенција процесора | 1                                                                              |
| RAM                   | 256 (до 512 )                                                                  |
| ROM                   | 80 (BASIC 512, BASIC 1.0 MICROSOFT)                                            |
| Текст                 | 40 x 25 (16 боја) / 80 x 25 (2 боје)                                           |
| Графика               | 160 x 200 (16 или 5 боја), 320 x 200 (2, 3, 4 или 16 боја), 640 x 200 (2 боје) |
| Боја                  | 4096                                                                           |
| Звук                  | 4 канала, 7 октава (6-битни А/Д претварач)                                     |
| Димензије             | 9,25 x 5,75 x 1                                                                |
| Портови               |                                                                                |
| Оперативни систем     | [[]]                                                                           |